# Phyllanthus flaviflorus
Phyllanthus flaviflorus là một loài thực vật có hoa trong họ Diệp hạ châu. Loài này được (K.Schum. & Lauterb.) Airy Shaw miêu tả khoa học đầu tiên năm 1969.